# L'Amour au jour le jour
Pour plus de détails, voir Fiche technique et Distribution.
L'Amour au jour le jour (Remember Sunday) est un téléfilm américain réalisé par Jeff Bleckner, diffusé en 2013.

## Synopsis
Molly est serveuse et tombe un jour sous le charme d'un homme travaillant le magasin d'à côté. Ce beau garçon se nomme Gus et lui non plus n'est pas insensible au joli minois de la jeune femme. Alors qu'ils commencent à se fréquenter, Molly constate que Gus se comporte étrangement et lui cache des choses. Elle réalise qu'il a en réalité des pertes de sa mémoire à court terme... 

## Fiche technique
- Titre original : Remember Sunday
- Titre français : L'Amour au jour le jour
- Réalisation : Jeff Bleckner
- Scénario : Michael Kase et Barry Morrow
- Direction artistique : Raymond Pumilia
- Décors : Jaymes Hinkle ; Kristin Bicksler (plateau)
- Costumes : Caroline B. Marx
- Photographie : Michael Lohmann
- Montage : David Beatty et Michael N. Knue
- Musique : Christopher Lennertz
- Production : Christopher Morgan, Nicole C.Taylor ; Cameron Johann (coproduction) ; Pam Fitzgerald (associée) ; Micheal Kase, Joey Plager, Brent Shields et George Zaloom (délégué)
- Société de production : Hallmark Hall of Fame Productions
- Société de distribution :
- Pays d'origine :  États-Unis
- Langue originale : anglais
- Format : couleur - 35 mm - son Dolby numérique
- Genre : Film dramatique, romance
- Durée : 96 minutes
- Date de diffusion : 
  -  États-Unis : 21 avril 2013
  -  France : 3 mars 2014

## Distribution
- Zachary Levi (V. F. : Tanguy Goasdoué) : Gus
- Alexis Bledel (V. F. : Noémie Orphelin) : Molly
- Merritt Wever (V. F. : Catherine Desplaces) : Lucy, la sœur de Gus
- Barry Shabaka Henley (V. F. : Saïd Amadis) : Baptiste
- Valérie Azlynn (V. F. : Armelle Gallaud) : Jolene
- David Hoffman (V. F. : Jérôme Pauwels) : Jerry
- Jerry Adler : Sam, le patron de Gus
- Ann Mckenzie : Ardis Applebaum
- Dana Michelle Gourrier : Bernadette
- Larisa Oleynik (V. F. : Delphine Braillon) : Lauren
- James DuMont (V. F. : Jerome Wiggins) : Dr Felton
- Griff Furst : le professeur Lawrence
- Richard Topol : Mccray
- Chris Conner : Lazlo
- Billy Slaughter (en) : Jim

Sources et légende : Version française (V. F.) sur RS Doublage et le carton du doublage français lors de la diffusion télévisuelle.